# 棠叶悬钩子
棠叶悬钩子（学名：Rubus malifolius）为蔷薇科悬钩子属的植物，为中国的特有植物。分布于中国大陆的四川、贵州、广东、湖南、广西、云南、湖北等地，生长于海拔400米至2,200米的地区，多生于册沟杂木林内、生山坡和灌木丛中阴蔽处，目前尚未由人工引种栽培。

## 异名
- Rubus malifolius Focke var. longisepalus Yu et Lu